# Strobilanthes multidens
Strobilanthes multidens är en akantusväxtart som beskrevs av C. B. Cl.. Strobilanthes multidens ingår i släktet Strobilanthes och familjen akantusväxter. Inga underarter finns listade i Catalogue of Life.